# Tavernelle (Colli al Metauro)
Tavernelle è una frazione del comune di Colli al Metauro, nella provincia di Pesaro-Urbino.

## Geografia fisica
Il paese si sviluppa lungo la via Flaminia per un tratto di oltre due chilometri ed è praticamente tagliata in due dal fiume Metauro che lambisce l'antica strada consolare. Tavernelle dista 2,5 km da Serrungarina, 8 km da Fossombrone e 20 km dal centro di Fano sulla costa adriatica.

## Toponimo
Come per i numerosissimi paesi e località che portano questo nome in Italia, Tavernelle deriva direttamente dalla parola latina Tabernulae che letteralmente significa “piccole taverne”.

## Storia
Proprio dal nome del paese quindi, si evince che la località di Tavernelle fin dall'antichità, era un posto di ristoro per uomini e cavalli in transito sul tratto della strada consolare Flaminia compreso tra Fossombrone e Fano. Tutto ciò è stato confermato dai rinvenimenti archeologici nell'area dell'attuale chiesa parrocchiale. Con tutta probabilità anche questo piccolo complesso fu abbandonato durante le invasioni barbariche dai suoi abitanti per rifugiarsi sulle vicine colline, come capitò a quelli di altre città come la vicina Forum Sempronii.
La località di Tavernelle nel corso dei secoli restò sempre una zona rurale con poche case affacciate sulla Flaminia. La popolazione ha iniziato ad aumentare solamente durante il XX secolo, quando nuove e più redditizie attività lavorative e la posizione fortunata su un'importante arteria stradale, ha fatto sì che, le genti fino ad allora stanziate nelle zone collinari si riversassero tutte a valle. Questo processo può essere ben testimoniato da alcuni avvenimenti importanti per la comunità locale: la fondazione della parrocchia e quindi il suo affrancamento da quella di Serrungarina, avvenuta soltanto nel 1943 e lo sviluppo economico iniziato negl'anni sessanta con la nascita delle prime attività artigianali ed industriali oltre all'incremento edilizio.
Fino al 31 gennaio 2016 ha fatto parte del comune di Serrungarina.

## Monumenti

### Area archeologica
Dinnanzi la nuova chiesa parrocchiale si trovano i resti di quell'antica taverna che diede il toponimo alla cittadina. Le strutture archeologiche riportate alla luce sono riferibili ad un complesso d'età romana che può essere interpretato come una sorta di fattoria-albergo, ovvero un luogo di produzione e lavorazione di prodotti agricoli che offriva allo stesso tempo possibilità di alloggio e di ristoro per i viaggiatori. Delle strutture emerse durante lo scavo, ora ne è visibile solo una parte; tra queste, di notevole interesse, è la presenza di un piccolo tempio dedicato ad Attis, pastore figlio amato dalla dea Cibele e divenuto suo sacerdote, del quale è stata recuperata la testa marmorea. 
Con i materiali rinvenuti è stato possibile realizzare un piccolo antiquarium nelle sale dell'adiacente parrocchia.